# Cardiodactylus maai
Cardiodactylus maai är en insektsart som beskrevs av Otte, D. 2007. Cardiodactylus maai ingår i släktet Cardiodactylus och familjen syrsor. Inga underarter finns listade i Catalogue of Life.